# Celebeszi halción
A celebeszi halción (Actenoides monachus) a madarak osztályának szalakótaalakúak (Coraciiformes) rendjébe, ezen belül a  jégmadárfélék (Alcedinidae) családjába tartozó faj.

## Rendszerezése
A fajt Charles Lucien Jules Laurent Bonaparte francia ornitológus írta le 1850-ben, a Halcyon nembe Halcyon (Paralcyon) monachus néven.

## Alfajai
- Actenoides monachus capucinus (A. B. Meyer & Wiglesworth, 1896)
- Actenoides monachus monachus (Bonaparte, 1850)[2]

## Előfordulása
Délkelet-Ázsiában, Indonézia területén honos. Természetes élőhelyei a szubtrópusi és trópusi síkvidéki esőerdők. Állandó nem vonuló faj.

## Megjelenése
Testhossza 32 centiméter, testtömege 150 gramm.
|  |  |

## Életmódja
Ízeltlábúakkal táplálkozik.

## Természetvédelmi helyzete
Az elterjedési területe még nagy, de csökken, egyedszáma is elég gyorsan csökken. A Természetvédelmi Világszövetség Vörös listáján mérsékelten fenyegetett fajként szerepel.